# (8276) Shigei
(8276) Shigei est un astéroïde de la ceinture principale.

## Description
(8276) Shigei est un astéroïde de la ceinture principale. Il fut découvert le 17 mars 1991 à Kiyosato par Satoru Ōtomo et Osamu Muramatsu. Il présente une orbite caractérisée par un demi-grand axe de 2,39 UA, une excentricité de 0,14 et une inclinaison de 1,4° par rapport à l'écliptique.

## Compléments